# Adelheid Bernstein
Adelheid Bernstein (アーデルハイド・バーンシュタイン Āderuhaido Bānshutain?) apodado como Adel es un personaje de ficción de la serie de videojuegos de lucha The King of Fighters (KOF). Aparece en dos ediciones del juego, KOF 2003 y KOF XI.
Él y su hermana Rose son hijos del exmagnate de la mafia Rugal Bernstein. Es jefe alternativo de KOF 2003 y una especie de jefe medio en KOF XI. Adel, al ser aún muy joven, tiene las mismas técnicas de su padre, pero no son tan devastadoras como las de su progenitor (de hecho, algunas de las técnicas que Rugal tenía como técnicas especiales, Adelheid las puede usar solamente como movimiento de desesperación).
Adelheid junto a su hermana Rose ayudan a Chizuru Kagura (del clan Yata) a organizar el torneo KOF del año 2003, con la única intención de derrotar a quien dio muerte a su padre, Kyo Kusanagi, y al ser derrotado descubre y acepta la verdad: que Kyo no mató a Rugal, sino que este acabó destruido al intentar usar el poder de Orochi al máximo (KOF '95).
En KOF XI descubrimos que Botan controlaba a Rose con sus hilos mágicos, y con ello también controlaba de cerca a Adelheid.

## Curiosidades
- Adelheid es el único jefe que no es malvado (que tenga alguna meta o ambición que amenace al mundo).

- El y Rock Howard heredaron el poder negativo de sus padres, pero con personalidad totalmente diferente (Geese y Rugal eran malvados, y Rock y Adel son de buen corazón).

- Adelheid demuestra tener grandes habilidades de conocimientos de computación, ya que en el KOF XIII se vio como maneja la maquinaria de su nave, al detectar las misteriosas olas de energía, tratando de localizarlas con algún programa y encontrando el origen debajo del coliseo del torneo (Solo visto desde KOF XIII Steam Edition).

- Debido a que Adelheid es nombre femenino en alemán y siendo él varón, los fanes suelen acortarle el nombre y llamarle solamente Adel.

- A pesar de que emplea las mismas técnicas de su padre, no son igual de potentes, pero Adelheid compensa esa desventaja con más velocidad en sus técnicas (en The King of Fighters XI se agregó el kaiser wave, técnica de su padre).

## Datos Personales
- No hay datos personales para Adelheid, ya que todos son completamente desconocidos oficialmente.